# Juneda
Juneda település Spanyolországban, Lleida tartományban. Juneda Torregrossa, Puiggròs, Les Borges Blanques, Cervià de les Garrigues, Castelldans, Puigverd de Lleida és Miralcamp községekkel határos. Lakosainak száma 3473 fő (2024).

## Népesség
A település népessége az utóbbi években az alábbiak szerint változott:
| Lakosok száma | 234  | 2227 | 3315 | 3306 | 3037 | 3023 | 3417 | 3497 | 3475 | 3473 |
|               | 1717 | 1887 | 1936 | 1960 | 1986 | 2004 | 2009 | 2014 | 2019 | 2024 |